# بطولة ويمبلدون 1981
هنا قائمة ببطولات ويمبلدون لسنة 1981:

## الكبار

### فردي رجال
جون ماكإنرو هزم  بورن بورغ, 4-6, 7-6, 7-6, 6-4

### فردي سيدات
كريس إيفرت هزم  هانا ماندليكوفا, 6-2, 6-2

### زوجي رجال
بيتر فليمنغ و جون ماكإنرو هزم  روبرت لوتز و ستان سميث, 6-4, 6-4, 6-4

### زوجي سيدات
مارتينا نافراتيلوفا و بام شرايفر هزم  كاثي جوردان و آن سميث, 6-3, 7-6(8-6)

### زوجي مختلط
فرو ماكميلان و بيتي ستوف هزم  جون أوستن و تريسي أوستن, 4-6, 7-6(7-2), 6-3

## الشباب

### فردي أولاد
مات أنجر هزم  بات كاش, 7-6(7-3), 7-5

### فردي بنات
زينا غاريسون هزم  رين أويس, 6-4, 3-6, 6-0

### زوجي أولاد
بدأت البطولة سنة 1982.

### زوجي بنات
بدأت البطولة سنة 1982.